# Балкаја
Балкаја (тур. Balkaya) је насељено место у округу Визе у вилајету Киркларели, Турска. Према попису из 2020. било је 314 становника.
Балкају настањују Бошњаци, чији су се преци доселили у периоду од 1913. до 1921. године из Босне и Херцеговине. До грчко-турског рата у Балкаји је живело грчко становништво. Село се раније звало Апиртос.